# Баджи (село)
Баджи (груз. ბაჯი) — село Амбролаурском муниципалитете, Рача-Лечхуми и Нижняя Сванетия, Грузия. Село расположено на реке Риони, в 22 км от Амбролаури.
31 марта 1907 года в селе родился старший сын Иосифа Сталина и Екатерины Сванидзе Яков Джугашвили. 9 марта 1902 года в Баджи родился инженер-геолог Ираклий Квиквидзе.

## Население
По данным переписи население 2014 года в селе проживает 109 человек.
| Год  | Население | Мужчин | Женщин |
| ---- | --------- | ------ | ------ |
| 2002 | 141       | 70     | 71     |
| 2014 | 109       | 63     | 46     |